# Voltago Agordino
Voltago Agordino település Olaszországban, Veneto régióban, Belluno megyében. Lakosainak száma 801 fő (2023. január 1.). Voltago Agordino Agordo, Rivamonte Agordino, Taibon Agordino, Tonadico és Gosaldo községekkel határos.

## Népesség
A település lakossága az elmúlt években az alábbi módon változott:
| Lakosok száma | 859  | 854  | 801  |
|               | 2017 | 2018 | 2023 |